# Розв'язок подібності
Розв'язок певної задачі еволюції є розв'язком подібності або самоподібним розв'язком якщо його просторова конфігурація (графік) залишається подібним собі впродовж всієї еволюції. В одному вимірі, самоподібний розв'язок має таку загальну форму:
{\displaystyle u(x,t)=a(t)F(x/b(t))}
де, бажано, {\displaystyle u/a} і {\displaystyle x/b} — це безрозмі́рнісні величини.

## Перетворення симетрії
Маючи функцію {\displaystyle u(x,t)} незалежні і залежні змінні можна відобразити так {\displaystyle (x,t,u)\rightarrow (x',t',u')} або точніше {\displaystyle x'=X(x,t,u),t'=T(x,t,u),u'=U(x,t,u)} де {\displaystyle X,T,U} це гладкі функції. Тоді кажуть, що диференціальне рівняння з частинними похідними має симетрію чи перетворення симетрії якщо {\displaystyle u'(x',t')=u(x,t,U(X(x,t,u),T(x,t,u))} це розв'язок якщо {\displaystyle u(x,t)} є розв'язком. Інакше кажучі перетворення симетрії відображають розв'язок рівняння на його інший розв'язок.

## Симетрія розтягу і самоподібний розв'язок
Якщо ДРЧП має таке перетворення симетрії {\displaystyle (x,t)\rightarrow (x/L,t/L^{\beta }),} тоді розв'язок ДРЧП у вигляді {\displaystyle u=f(\eta ),} де змінна подібності {\displaystyle \eta =x/t^{1/\beta },} називається самоподібним розв'язком. Приактичною перевагою ідеї самоподібних розв'язків є те, що функція, яку треба знайти, {\displaystyle f} має лише одну незалежну змінну {\displaystyle \eta ,} і зазвичай задовольняє звичайному диференціальному рівнянню. Однак, нема гарантій, що такий розв'язок існує.
Зауважимо, що самоподібний розв'язок інваріантний щодо перетворення симетрії:
{\displaystyle u(x/L,t/L^{\beta })=f\left({\frac {x/L}{(t/L^{\beta })^{1/\beta }}}\right)=f\left({\frac {x}{t^{1/\beta }}}\right)=u(x,t).}
Правильним є й зворотнє твердження: кожний розв'язок інваріантний щодо перетворення симетрії — мусить бути функцією однієї змінної {\displaystyle \eta .} Це можна показати використовуючи ін'єктивну заміну змінних
{\displaystyle \eta ={\frac {x}{t^{1/\beta }}},\xi =xt.}
Припустимо, що ми маємо розв'язок {\displaystyle w(\eta ,\xi )} інваріантний щодо перетворення симетрії. Перетворення має такий вигляд {\displaystyle (\eta ,\xi )\rightarrow (\eta ,\xi /L^{\beta +1}),} тобто
{\displaystyle w(\eta ,\xi )=w(\eta ,\xi /L^{\beta +1}).}
Диференціюємо щодо {\displaystyle \xi } і покладаємо {\displaystyle L=1.} В результаті маємо:
{\displaystyle w(\eta ,\xi )_{\xi }=0,}
це означає, що {\displaystyle w} залежить лише від {\displaystyle \eta .}

### Приклад
{\displaystyle u_{t}=Du_{xx},-\infty <x<\infty .}
Можна перевірити, що {\displaystyle u(x/L,t/L^{\beta })} також є розв'язком і {\displaystyle \beta =2.} Отже, ми шукаємо самоподібний розв'язок у форму {\displaystyle u=f(\eta ),} де {\displaystyle \eta =x/{\sqrt {t}}.} Підставляння дає
{\displaystyle Df''(\eta )+{\frac {\eta }{2}}f'(\eta )=0.}
Використовуючи метод інтегрувального множника можемо отримати
{\displaystyle f'(\eta )=Ce^{-n^{2}/4D},}
і, отже,
{\displaystyle f(\eta )=C_{1}{\mbox{erf}}(\eta /4D)+C_{2},{\mbox{erf}}(x)\equiv {\frac {2}{\sqrt {\pi }}}\int _{0}^{x}e^{-y^{2}}dy,}
де {\displaystyle C_{1},C_{2},C_{3}-} це довільні сталі.